# چانینگ فرای
چانینگ فرای (انگلیسی: Channing Frye؛ زادهٔ ۱۷ مهٔ ۱۹۸۳) بازیکن بسکتبال اهل ایالات متحده آمریکا است.
از باشگاه‌هایی که در آن بازی کرده‌است می‌توان به اورلندو مجیک، پورتلند تریل بلیزرز، نیویورک نیکس، کلیولند کاوالیرز، و فینیکس سانز اشاره کرد.